# 湊町 (大阪府泉北郡)
湊町（みなとちょう）は、かつて大阪府にあった町。現在の堺市堺区東湊町、西湊町、出島町、昭和通、菅原通、春日通、八幡通、楠町、柏木町、出島海岸通、出島浜通などにあたる。本項では町制施行前の湊村（みなとむら）についても記す。

## 歴史
和泉国大鳥郡湊村は、環濠に囲まれた堺市街地の南西に隣接し、大阪湾に面していた。江戸時代には「湊紙」と「壺塩」の産地で知られた。現在はいずれも当地では生産していない。
「湊紙」は漉返紙の一種で、主に茶室などの腰張紙として用いられる。茶室では客座側に湊紙を張ることが多い。湊村で生産されていた頃は鼠色のものが多く、「湊鼠」という湊紙にちなんだ伝統色もある。湊紙は現在も他所で生産されているが、漉き返しではなく、鼠色以外の色もある。『堺鑑』によると、湊村における紙漉きは、南北朝時代に紙屋院に仕えていた川端道仙が湊村へ移住し、南朝方の綸旨に用いる紙を漉いたことが始まりとされる。
「壺塩」は粗塩を土器の壺に入れて焼いた焼塩のことで、にがりや水分をとばすことによって上質な精製塩となる。湊村の壺塩屋の銘が入った焼塩壺が全国の武家屋敷跡地などから出土している。『堺鑑』によると、湊村における壺塩は、天文年間（1532年 - 1555年）に山城国愛宕郡幡枝村の藤太夫という人物が湊村へ移住し、雑賀塩（粗塩）を土器の壺に入れて焼いたことが始まりとされる。
他にも「湊焼」と称する陶器の産地でもあった。1655年（明暦元年）に京都樂家3代道入の弟道楽、延宝年間（1673年 - 1681年）に山城国葛野郡御室門前村の陶工・上田吉右衛門がそれぞれ湊村へ移住し、作陶を行ったことが始まりとされる。

### 沿革
- 1596年（慶長元年） 大鳥郡舳松村より湊村が分村。
- 1889年（明治22年）4月1日 大鳥郡湊村単独で町村制を施行。
- 1896年（明治29年）4月1日 郡の統廃合により、所属郡が泉北郡に変更。
- 1915年（大正4年）10月1日 町制を施行して泉北郡湊町となる。
- 1920年（大正9年）4月1日 泉北郡向井町と共に堺市に編入される。
- 1922年（大正11年） 東湊町、西湊町、出島町の町名を起立。
- 1935年（昭和10年） 昭和通、菅原通、春日通、八幡通、室町、出口町、西本通、楠町、桂町、葵町、柏木町の町名を起立。
- 1940年（昭和15年） 出島海岸通、出島浜通の町名を起立。
- 1952年（昭和27年） 室町、出口町、西本通、桂町、葵町の町名を廃止。
- 1962年（昭和37年） 出島浜通地先の埋立地に出島西町の町名を起立。

## 交通

### 鉄道路線
- 南海鉄道（現・南海電気鉄道）
  - 南海本線
    - 湊駅

  - 阪堺線（現・阪堺電気軌道阪堺線）
    - 東湊駅

### 道路
- 熊野街道(小栗街道)
- 紀州街道